# Јапанска пoпуларна култура
Јапанска папуларна култура обухвата јапанску кинематографију, интернет културу, телевизијске програме, манге, аниме, видео игре, музику, моду и кухињу. Савремене форме јапанске популарне културе иако у основи једнаке својим узорима из света, због своје заснованости на старијим уметничким и литерарним предлошцима Јапана, као и одабиром тема и стила презентације издвајају савремену културу Јапана од остатка света.
Завршетком америчке окупације 1952. године јапанска популарна култура је остала под јаким утицајем америчких медија, али ти утицаји су локализовани, присвојени и асимилирани у локалне медијске индустрије. Јапанска популарна култура данас стоји као једна од водећих и најистакнутијих популарних култура на свету.
Јапанска поп култура је надвисила потребу за одобрењем Америке. Попримила је карактеристике глобализације која је до скора била резервисани феномен само за Америку и америчку популарну културу. Популарна култура је потицала из Америке, преплавила је страна тржишта а локалне своје потрошаче држала је у једном одређеном затвореном кругу производа. Јапан је своје прве велике кораке начинио у Европи а не у Америци. Филмови познатог јапанског режисера Такеши Китана (Takeshi Kitano) прво су приказани у Европи. 2002. на Берлинском филмском фестивалу анимирани филм „Зачарани град“ (оригиналан назив на енглеском: „Spirited Away") је био прва анимација која је добила највише награде фестивала. Највеће звезде џеј-попа бележе енормне успехе у азијским земљама а да никада нису отишле на турнеју у Сједињене Америчке Државе, као и на хиљаде модних комада који никада неће доћи у бутике Њујорка.

## Увод
„Историја нам је Јапан представила као компактан народ, жесток у ратовању, питом у уметности мира, прожет традицијом соларног порекла и индијске митологије, са љубављу према поезији и великим поштовањем према женском роду.“  - Какузо Окакура 1904.
Марко Поло је кроз своје текстове и авантуре представио Јапан Западу причом о „Земљи излазећег сунца“ која се зове Jipen-kuo, која лежи источно од обале Кине. Данас државу зовемо Јапан (или le Japon, il Giappone, el Japon), док Јапанци користе изразе Nippon или Nihon, зависно од избора индивидуе или националног расположења: Nippon је пре мушког рода наглашава став поуздања, пркоса и зараћености док је Nihon више мекан, женственији и сусретљивији. Овакав неспоразум је наступио јер је Запад први пут о Јапану чуо од Кине, а кинези два знака имена Јапан – Nippon, читају као Jih-pen.
Полове приче су навеле велики број европејаца да фантазирају о богатству земље у којој цар има палату прекривену златом. Ту се укључила и Римска католичка црква која је гајила једнако снажне наде о преобраћању народа за који се говорило да је „бео, цивилизован и добро стојећи“ а није упознат са учењима хришћанства. Марко Поло никада није посетио Јапан и било је потребно још скоро три века након њега да западњачка нога ступи на тло Јапана. Иронично је то што ни похлепа ни вера нису биле одговорне за први контакт него тајфун, који је 1542. насукао на обале Јапана јужно од Кјушуа један кинески пиратски брод, који је међу својом посадом имао и пар путника из Португала. Ускоро за њима уследиле су и друге колонијалне силе Холанђани и Енглези. Уследио је турбулентан период за јапанску историју који је и тема историјског бестселера Џејмсa Клавела (James Clavell) „Shogun“, са Вил Адамсом (Will Adams) као главним ликом, првим енглезом у Јапану. Књига је настала далеко након овог периода, 1975. али имаће кључну улогу у упознавању света са овим сегментом Јапанске историје. У првим деценијама 17. века, у Јапану познатог као Едо период, Јапан је привукао посебну пажњу аутора опште историје света: када су све државе Европе и Америке широм отворених руку прихватале индустријску револуцију и међународну трговину, Токугава шогунат је буквално одсекао Јапан из остатка света својом политиком националног затварања. Сви странци су прогнани, једини изузеци су били кинески и холандски трговци у луци Нагасаки. Видевши шта се догађа са осталим азијским земљама, како све једна по једна постају колоније западног света, овакав потез су сматрали неопходним да би заштитили свој национални идентитет. Посветили су се јачању феудалног система и културног уједињења и тако успели више од 250 година да очувају мир у земљи.

Јапан је дуго остао под велом мистерије и „отвара“ се тек 1854. доласком Адмирала Перија, комодора Америчке морнарице (Commodore Matthew C. Perry) и ступањем на власт седамнаестогодишњег цара Меиђи. Царска превласт је поново успостављена са одборницима који су истицали потребу за модернизацијом Јапана, а град Едо је преименован у Токио, „источна престоница“. Прве године Меиђи периода одликују се ревносном имитацијом западњачке културе, што многи сматрају нелогичним, али можемо закључити по њиховим делима да је узрок томе чињеница да су поједине стране силе Јапан сматрале примитивним друштвом, недостојног поштовања. Због тога је Јапан сматрао да је у обавези да се докаже Западу, да укаже да је његова култура једнака као и њихова. Много година су многи Јапанци на себе лично преузели ову обавезу и видели решење у томе да своју културу начине истом као западну, иронично је што је све ово било покренуто националним поносом.

## Историја
Јапан је након потписивања капитулације у Другом светском рату, 14. августа 1945. године, већ 28. августа 1945. окупиран од стране Сједињених Америчких Држава, са изузетком од пар северних острва које је окупирао Совјетски Савез и пар јужних острва које је окупирала Кина. Америчка окупација оставила је дубок утицај на јапанску популарну културу, толико да и данас јапанске улице су попуњене радњама америчких и европских брендова, чији се производи веома често продају по много већим ценама него било где у свету.
Почетком 19. века када је Јапан изразио жељу да постане империјална и колонијална сила налик Европским и Америчким земљама, још 1920. године основана је стратегија побољшања разумевања јапанских тежњи путем језика медија и популарне културе. Јапанска кинематографија снимала је филмове који су подржавали ратне припреме и подстицали јапанске држављане да се боре за своју земљу. Филмска индустрија произвела је велики број патриотских филмова који су приказивали јапанске ратне хероје, победнике и народ који се жртвује за виши циљ. Ово све је прекинуто поразом Јапана у Другом светском рату.
Након рата и окупације економија је била скрхана и морала је бити поново изграђена од темеља. Због мањка сирових материјала јапанска економија се посветила извозу техничких производа у великим количинама да би могла да одржи финансирање увоза сировина, чак и основних животних намирница. Они су се стратешки посветили малом броју производних сектора у којима су били у могућности да брзо достигну техничку предност. Ту се убрајају производи прецизне ситне механике, оптика, електроника и електротехника, превозна средства, микроелектроника и канцеларијски комуникациони системи. Како је један запослени Sony Germany компаније прокоментарисао појам „Јапански културни империјализам“, рекао је да Јапан има моћ да попуни велики расцеп који се налази између истраживања и индустрије који се појављује у Европи и Америци. Добар пример тога је транзистор за који су три американца 1956. добили Нобелову награду, Вилијам Бредфорд Шокли (William Bradford Shockley), Џон Бардин (John Bardeen) и Волтер Хаузер Братен (Walter Houser Brattain), али нису се снашли шта ће даље са њим, док су Јапанци са својом превласти у одређеним секторима, посебно у електроници, знали како да узму изум и претворе га у нешто исплативо и употребљиво.
У свом економском успону или како су неки још назвали „Јапанско економско чудо“ Јапан је видео, први пут након Другог светског рата, прилику да опет употреби културу и медије као облик комуникације, како на домаћем тлу тако и у свету. Јапан се фокусирао да поново изуми самог себе и прикаже се свету у новом руху, јер што се тиче остатка света многи су га још сматрали за непријатеља из Другог светског рата, а друге азијске земље су га сматрале „културно безличним“. Доказ оваквог стања видимо у чињеници да је велика вероватноћа да неки западњак, који никада није био у Јапану, и никада није показао никакво интересовање за њега, ће штавише знати најмање две јапанске речи: kamikaze и geisha. Посветио се пројектовању одабране националне слике извозећи примамљиве садржаје популарне културе: филмове, анимације (аниме), стрипове (манга), телевизијске програме, популарну музику и моду. Нова дипломатија је желела да друге државе разумеју нови став Јапана према свету делујући директно преко њихових становника.
Популаризацијом телевизије у азијским земљама, посебно код непосредних комшија Јапана, Јапан је произвео телевизијску серију „Oshin". Серија се састојала од 297 епизода од по 15 мин и пратила је живот једне традиционалне јапанске породице у Меиђи периоду са централном причом око девојке Ошин. Емитована је у више од 68 држава између 1983. и 1984., чак је титлована и на енглески и арапски. Са овом серијом осећај присности се изградио између Јапана и азијских нација. Ова серија била је сведочанство капацитета медијске културе и разумевања лоших политичких одлука које су створиле јаз негативних сећања о јапанском колонијализму.
У овај подухват спадају и први биоскопски блокбастери, а међу њима најпознатији тада, а једнаком снагом и данас, је „Годзила“. За Јапан овај филм представљао је повратак забави за народне масе, налик матсури фестивалима, као и тежња ка што већем технолошком напретку. „Годзила” је приказао деструкцију Токиа, и атомску бомбу која је уништила Јапан током рата, све у циљу да појача отпор према рату. Супротно предратним милитаризованим филмовима, послератни филмови представљају нове вредности и нове идоле да би и сами становници Јапана себе видели у новом светлу. Филмови су демонстрирали зашто народ треба да буде против рата и деструкције које само могу донети жртве. Временом ће филмови са одраслих као циљане публике прећи на децу, тинејџере и млађе одрасле.

## Карактеристике јапанске популарне културе
„Када је Kitty-chan рођена, у тим данима било је веома ретко за Јапанце да путују у иностранство. Тако да су људи жудели за производима са енглеским асоцијацијама. Изродила се идеја да када би Kitty-chan говорила енглески била би веома модерна.“ - Јуко Јамагучи, главни дизајнер Hello Kitty бренда, 2001.
Јапан је једна од ретких земаља незападног света која није никада колонизована, што се тиче раних тежњи Запада према Јапану, међутим могу се описати као квази-колонизовани. Оку странца Јапан може деловати недефинисано „Амерички“, „Западњачки“ и „Интернационалан“ потпуно лишен естетских закона и карактеристика које би окарактерисали као јапанске, са изузетком од пар пажљиво очуваних споменика и предмета у музејима. Разлог томе је дихотомија културе, у којој се Јапан налази још од свог Меиђи периода (1867-1912), између традиције и прогреса, Јапана и Запада. Овакве супротности можемо пронаћи и на Западу, међутим избор се ту налази између очувања и одбацивања традиције заснованој на континуалном јединственом историјском процесу. Таква континуалност не постоји у историји Јапана, и опозиција модернизма и традиције се изједначава са два прилично другачија историјска искуства, једно је искуство Запада а друго Јапана. Резултат је посебан јапански дуализам који се завукао у сваки аспект свакодневног живота у Јапану од одеће, хране до уметности и културе уопште. Разлике се праве између јапанских соба и западњачких соба, јапанске одеће и западњачке одеће, јапанске хране и западњачке хране.
Као добар пример оваквог дуализма можемо приметити да један обичан становник предграђа у Јапану на посао у канцеларији носи прикладно западњачко одело по дану, док се одмара у јапанској yukat-i увече. Познато је да су у предратном периоду, породице средње класе живеле у једном домаћинству, које је увек као симбол статуса морало имати и једну собу у чисто западњачком стилу са пианом и софом. Послератни комплекси зграда су генерално западног стила, али архитекте увек имају на уму склоност људи да собе буду прекривене са tatami сламнатим простиркама. Исти случај је и са свечаним догађајима, девојке које иначе носе западњачку одећу за венчање, церемоније сазревања и друге формалне прилике облаче очаравајући kimono, док мушкарци мало ређе, уз пратњу традиционалних народних музика из прошлости.
Ово је можда и слика Јапана која и највише привлачи странце, којој се сви надају да ће је затећи када отпутују у ту далеку земљу. Материјал за који се они највише интересују је у ствари чиста стара традиција. Графички отисци дрвореза, shoji – провидни клизајући папирни паравани, noren – декоративне завесе, monsho – хералдички грбови, tatami – сламнате простирке, bonsai дрвца, kimonо, kabuki представе, sumo рвачи – све производи из Едо периода (1615-1868), које је садашњи Јапан наследио у перфектном неизмењеном стању и остаје му само да их понавља без икаквих модификација. Још од викторијанског доба (1837-1901) имамо љубитеље Јапана које би могли класификовати као „конзервативне“, који су сматрали да Јапан треба да очува оно за шта се сматра да је суштина јапанског стила, и не треба бити жртвовано ради вулгарног западног материјалног прогреса. Један од њих био је Киплинг (Kipling) који је посетио Јапан 1889. и још тада указао на лош утицај Европе и Америке, написао је: „Требали бисмо читаво царство да ставимо под стаклено звоно и означимо га са „Hors Concours (ван конкуренције) Exhibit А.“ Та наводна метаморфоза из оријенталног у западно навела је поједине западне посматраче Јапана, међу њима се истичу холандски новелиста Луис Куперус (Louis Couperus) и Џејмс Киркуп (James Kirkup)  у својој књизи „Рај, пакао и харакири“, да оптуже Јапан да је изгубио свој дух. Према томе овакав темељити западни поглед на Јапан има двојаку особину: објашњава реакцију на чињеницу да је једна азијска земља победила Запад у његовој сопственој игри а у исто време повлачи кампању против наводне примитивности јапанске културе и оптужују је да је ту своју исту културу продала за чинију бруто националног производа (GNP).
Јапан је индустријализовано друштво а индустријализација нас чини све једнаким, што се тиче спољашњег утиска. Народ је задржао свој дух, личност и индивидуалност, али они су неизбежно морали да еволуирају под утицајем спољашњих околности. Толика жеља за уклапањем у остатак света довела је до „незасите глади“ за страном културом и њеним производима. Понекад изгледа као нека врста намерног потчињавања глобализацији, тако да је тешко расправљати колико мало је Јапана остало у модерном Јапану. Професор социологије на Чубу универзитету, Тошија Уено (Toshiya Ueno), признаје да не може увек разликовати елементе традиционалне јапанске културе од јапанске културе направљене за туристе.

## ПојамCool Japan
„Јапан проналази superpower – поново. Уместо да доживи колапс због својих нашироко извештаваних политичких и економских недаћа. Глобални културни утицај Јапана је благо порастао. Од поп музике до потрошачке електронике, од архитектуре до моде и од анимације до кухиње, Јапан данас изгледа као већа културна супер моћ него што је био 1980-их, када је био економска. Али може ли Јапан изградити на свом мајсторству од медија и пројектовати једнако моћну националну поруку?“ - Douglas McGray 2002.
Јапан је за кратко време у року од послератног периода до краја Хладног рата постао друга највећа светска економија, одмах иза Сједињених Америчких Држава. Свој врхунац је достигао 1989., одржао се још 1990. године, али 1991. доживљава стрмоглави пад. Демографским стагнирањем радна моћ државе се више није ширила како је то био случај са прошлим деценијама. Иако је свима добро позната пренасељеност Јапана са популацијом од 126,8 милиона становника, али у просеку је само једно дете по породици. Бруто национални производ је опао, јен је пао, од потпуне запослености становника, која би се могла назвати и природним правом у Јапану, спало се на, за Јапан, рекордне стопе незапослености, неки су чак спекулисали да кредитна вредност државе није ништа већа од кредитне вредности Боцване. Овај период често називају „Изгубљена деценија“, а све чешће се у њега укључује и период од 2001. до 2010. тако да би се могао назвати пре период „Изгубљених 20 година“. Али уместо да се сруши под политичким и економским недаћама, јапански глобални културни утицај је само растао. Јапан данас има далеко већи културни утицај него што је имао 1980-их, када је представљао економску супер силу.
Као што је Даглас МекГреј изјавио у свом чланку „Јапански бруто национални Cool“ 2002. године: „Јапан проналази супер моћ – поново“, написан након што је провео пролеће 2001. у Јапану и истражио разне медије и аспекте јапанског друштва и економије. „New York Times" је написао ретроспективу „Година идеја: Покемон владавина“ („Year in Ideas: Pokemon Hegemon”) у којој су се велики број званичника о Јапану изјашњавали МекГрејовим изразом, „јапански бруто национални cool“ и усвојили појам „Cool Japan“. Иницијативама појединих академика у редовна истраживања Масачусетс института за технологију укључен је и појам Cool Japan, док неки западни универзитети извештавају о повећаном броју пријављених на студије које се тичу Јапана. Под утицајем ефекта Cool Japan појавио се нови талас такозваних „женских студија“, као резултат фасцинације јапанском младалачком културом и девојкама у школским униформама. Такве студије посвећују се истраживањима доживљаја девојака и њиховим најискренијим осећањима, што је пре био предмет истраживања само адолесцентне психологије или феминизма а сада ова тематика прелази у интердисциплинарну анализу женске културе.
Појам Cool Japan је дефинисао посебан облик такозване меке моћи (soft power) која се односи на способност једне државе да обликује преференце других држава кроз примамљивост и атракцију. Кључна особина меке моћи је да делује без присиле кроз културу, политичке вредности и страну политику. Како је још 1990. године Јозеф Нај (Joseph Nye) у својој књизи „Предодређени да воде: Променљива природа америчке моћи“ написао „када једна држава наведе друге државе да желе оно шта она жели – може се назвати мека моћ у контрасту са чврстом командном моћи наређивања другима“. Израз се у скорије време користи и за појам утицаја и промене мишљења свеукупног друштва кроз релативно мање транспарентне канале, моћне политичке и не-политичке организације. Како Нај 2012. на Харвард универзитету изјављује: „најбоља пропаганда је не пропаганда“.
Јапанска влада идентификовала је културну индустрију као једну он пет најпотенцијалнијих подручја за раст државе, и као резултат тога 2010. Министарство економије, трговине и индустрије оснива Канцеларију за креативну индустрију промоције која ће деловати као стратешки сектор под слоганом „једног дуготрајног концепта Cool Japan“ и координисати владине институције као и сарадњу са приватним сектором. Поп култура је ту централна пажња а посебно идоли, аниме и јела Б класе (храна која оличава дух народа и државе из које долази, по приступачној цени). Временом појавило се доста критика на рад Канцеларије за креативну индустрију промоције. Влада је критикована да није довољно учинила да унапреди интересе државног пословања у овој сфери, што је омогућило Јужној Кореји да изрони као конкуренција. Познати јапански певач Gackt је 2015. критиковао владу да има огроман буџет а да не зна како да уложи тај новац, који све више постаје протраћени порезни новац, а због мањка подршке у културном извозу Јапан почиње да каска за својим азијским комшијама.
Ефекат Cool Japan је, штавише, допринео опадању ригорозне јапанске социјалне хијерархије и оснажио младе предузетнике, допринео је и опадању навале на такозване струке велике каријере и направио простора за експериментисање са уметности, музиком и осталим слично ризичним занимањима. Како европски и амерички дизајнери и архитекте стационирани у Јапану извештавају „Постоји нова креативност овде јер има мање новца“, „ Добра уметност се појављује, млада снажна уметност. Млада мода се појављује.“ Популарна култура се потпуно посвећује младима и њиховим хировима, незаситом потражњом за новим и помодности задњег вриска технологије.
У исто време Јапан се укопао дубоко у америчку културу, што често бива отписано и непризнато. Најпродаваније видео игре црпе инспирацију из анимеа и манги, као и неки од најуспешнијих холивудских филмова, налик филму „Матрикс“ („The Matrix“) из 1999. године, и телевизијске серије „Црни анђео“ („Dark Angel”) у режији оскаровца Џејмса Камерона (James Cameron). Јапанске аниме серије и филмови тренутно попуњавају већину термина резервисаних за цртане филмове и серије. Мултимилионска франшиза видео игара и аниме серија „Покемон“ („Pokemon“) емитује се у више од 65 држава и преведена је на више од 30 језика, чак је дошла и на насловницу магазина „Time”.

## ПојамKawaii
Доминантна карактеристика јапанске поп културе, која је највише и допринела њеној глобализацији је особеност kawaii. Израз је могуће буквално превести као „румено лице“, али данас се преводи као „слатко". Концепт kawaii прерастао је у глобални феномен, због саме естетике слатког која је веома допадљива народу глобално. Широку распрострањеност јапанског kawaii често оправдавају са чињеницом да је „културно безлична“. Елиминисани су сви елементи егзотичности и националних карактеристика што је учинило да производи овог типа делују познато и домаће у свим земљама света. Због њихове универзалности могуће их је поистоветити и трансформисати у производ било које културе, класе и за било коју полну групу. Пример тога је потез Sanrio компаније када је 1990. прилагодила Hello Kitty својим највећим тржиштима, Тајвану и Хон Конгу, тако што јој је обукла локалну домаћу одећу и ставила је у домаће окружење ових држава.
Првобитна дефиниција израза kawaii долази од романа „Прича о Генџију“, ауторке Мурасаки Шикибу, дворске даме из Хеиан периода. Роман је написан у времену између 1000. и 1008. године и сматра се за један од првих јапанских и светских књижевних дела прозе, као и за први психолошки роман светске књижевности. Има многа обележја модерног романа, добру карактеризацију главних ликова и велики број споредних, налик данашњим сапуницама. Прича прати измишљеног принца Генџија и његов љубавни живот, осликавајући јапанско племство тога доба. То је период оснаживања учења нео-конфучијанизма који је анималистички појам перцепције жене претворио у појам питомог, јадног, саосећајног и немоћног бића – значење речи kawaii за то време. Може се рећи да и данас реч задржава призвук ових особина, али са много већим нагласком на слатко и очаравајуће.
Казума Јамане (Kazuma Yamane) је од 1984. до 1986. године спровео истраживање kawaii покрета. Прва поплава слатких мотива појавила се 1970-их као нови стил рукописа међу девојчицама. Користећи техничке оловке, знакове јапанског језика су буквално заокруживале и украшавале разно-разним слатким мотивима, срцуленцима, звездицама, емотиконима и словима латинског алфабета. Читање таквог рукописа је било веома тешко и довело је до тога да буде забрањен у школама. Али током 1980-их „слатки рукопис“ су усвојили часописи, манге и кориштен је у маркетиншке сврхе. Дуго је сматрано да су млади овај рукопис покупили из поп културе али према Јаманиним истраживањима техничке могућности куцања оваквих знакова у мангама су се појавила тек након рукописа, што значи да су га млади сами измислили као underground тренд.
Због наглог ширења овог тренда, компаније као што су Sanrio на тржиште су изашле са продуктима као Hello Kitty, која је допринела непосредном успеху и опсесији потрошача са производима слаткоће. У последње време Sanrio је избацио ликове дубље изграђених личности који циљају на старију публику: Gudetama и Aggretsuko. 1980-е биле су успон и идола, као што је Сеико Матсуда (Seiko Matsuda) који су веома допринели популаризовању kawaii тренда. Слатки модни стил Матсуде и начин понашања, пиштави глас и смејање, што би се иначе на Западу сматрало усиљеним и неприродним, појачали су ефекат женске невиности и беспомоћности у kawaii култури, јер овим тржиштем управљају жеље и захтеви јапанских девојака између 15 и 18 година.
Рецепт kawaii-а није остао ограничен само на производе за младе, проширио се и на обичне свакодневне производе, где се компаније такмиче чији продукт ће бити слађи. Према речима Себастијана Масуде (Sebastian Masuda) „kawaii спашава свет“. Особина слаткоће у Јапану је једнако прихватљива и код мушкараца и код жена, где оба теже што дуже у животу да одрже изглед младог, слатког и невиног. Некада иду до толиких екстрема да мушкарци брију ноге а жене носе јаку шминку, лажне трепавице и сочива којима повећавају своје очи да би изгледале млађе. Нису ретки ни примери естетске хирургије где је велика потражња за источно азијском блефаропластиком, често познатом под именом „хирургија дуплих капака“.
Курита Нобујоши (Kurita Nobuyoshi) професор социологије на Мусаши Универзитету у Токиу каже да је слатко магични израз који обједињује све што је прихватљиво и тражено у Јапану. Као што је и Јуко Јамагучи (Yuko Yamaguchi) изјавила да читав свет воли Hello Kitty јер је из Јапана, а Јапан воли Hello Kitty јер има утисак да је са запада, као један велики бумеранг. Иако дизајн саме Hello Kitty нема ни један елемент који би нас асоцирао на велика јапанска уметничка дела за којима жале конзервативци, сви у њој виде оличење ове земље. Такав случај имамо и у 20. веку, када се јапански графички дизајнер Јусаку Камекура (Yusaku Kamekura) састао са Валтером Гропијусом (Walter Gropius). Камекура је био под снажним утицајем Баухаус покрета и познат је по функционализму у својим радовима, али када је Гропијус дошао у посету Јапану видео је лого који је дизајнирао Камекура и питао га да ли је та форма извучена из облика неког традиционалног оруђа јапанског народа. Порука приче је да колико год Камакурини дизајни не изгледали јапанско, Гропијусу ће само због Камакуриног порекла увек изгледати јапанско.

## Елементи јапанске популарне културе
Данас је Јапан израстао у глобалну силу, одмах поред Америке. Успео је не само да избалансира флексибилну, за публику створену културу која поклања и дели срећу и позитивне емоције него се претворила у моћну глобалну комерцијалну силу. Једино питање које до данас остаје отворено коју поруку шаље Јапан свету кроз своју поп културу?
Како нам је свима познато америчка глобална поп култура чак и у својим најосновнијим формама, рефлектује одређене вредности, најистакнутији су амерички капитализам и индивидуализам. Док јапанска поп култура ван Јапана често делује плитка у поређену са другима. Или је у великом ризику да представља вредности супротне од стварних токова нације. Као што би неко могао погрешно да протумачи изјаву савременог сликара Такешија Муракамија (Takashi Murakami), члана уметничког покрета Super Flat: „... лишени перспективе и лишени хијерархије свих постојећих једнакости и истовремености. Ми немамо религију. Нама је само потребна велика моћ разоноде и забаве.“
Иако је Јапан био у стању рецесије 20 година, наизглед то није штетило његовом Cool Japan путу, захваљујући великим резервама и активним повећавањем материјала меке моћи. Тешко је замислити да је тежња Јапана пуко глобално ширење са тако много медија а истовремено са тако мало поруке.

### Кинематографија
Најпопуларнији јапански филмови су они о дивовским чудовиштима, жанр више познат под именом „Kaiju Eiga”. Ту припадају филмови као што су „Годзила“ („Godzila“), „Гамера“ („Gamera“) и телевизијска серија „Ултрамен“ („Ultraman“). Ови каију филмови су били веома популарни 1960-их и 1970-их, тај период је назван „Јапанска каију експлозија“ („The Kaiju Boom of Japan”).
Јапанска кинематографија је добила међународно признање 1950. године када је приказан филм „Рашомон“ („Rashomon“), који је и данас један од најпознатијих јапанских филмова. Режисер овог филма Акира Куросава (Akira Kurosawa) је један од светски најпризнатијих и најутицајнијих режисера. Неколико његових каснијих филмова „Седам самураја“ („Seven Samurai”) и „Ран”(„Ran”) се убрајају у највеће филмове икада направљене. Други режисери данашње ере кинематографије Јапана вредни помена су Јасуџиро Озу (Yasujirō Ozu), Масаки Кобајаши (Masaki Kobayashi), Кенџи Мизогучи (Kenji Mizoguchi), Кон Ичикава (Kon Ichikawa), Кеисуке Киношита (Keisuke Kinoshita) и Иширо Хонда (Ishirō Honda).
Јапански филмски жанрови који су имали значајан утицај на глобалну популарну културу:
- Јidaigeki - јапанска историјска фикција:
  - Chanbara – самурајски филмови - најпознатији примери су филмови Акире Куросаве као што су „Седам самураја“ „Скривена тврђава“ („The Hidden Fortress”) „Телесна стража“ („Yojimbo”)
  - Нинџа фикција
- Tokusatsu - јапанска научна фантастика:
  - Kaiju – филмови о дивовским чудовиштима - најпознатији примери су филмови „Годзила“ („Godzila“), „Гамера“ („Gamera“) и телевизијска серија „Ултрамен“(„Ultraman“)
- Аниме филмови – јапански цртани филмови
- Џеј-хорор (J-horror) – јапански хорор филмови - међу најпознатијим су франшизе „Круг“ („Ring”) и „Клетва“ („Grudge”)

### Интернет
Интернет у Јапану није заживео пре 1993. године када је национална влада увела  први сервис комерцијалног интернета. Јапан је тако постао 14. држава у свету која је увела интернет. Много проблема је наведено као разлог за споро увођење интернета у државу као што су лош тајминг, влада која се залагала да интернет буде кориштен само у академске сврхе, страх од промене и ризика, почетна заосталост у конкурисању на пољу телекомуникација, потешкоће у коришћењу рачунарске тастатуре са језиком који има више од 2000 знакова, као и веома високи рачуни након само неколико сати коришћења интернета. До средине 1990-их, јапанском друштву је било тешко да се повеже на интернет, а чак и када би успели није било много материјала за њих. Тако да у времену када је интернет постао приступачнији мобилни телефони су већ били пожељнији од рачунара. Друштво се већ адаптирало на мање екране мобилних телефона и развило опуштени необавезан став. Читава јапанска интернет култура се изградила на основу употребе мобилних телефона.

#### Романи на мобилном телефону
Кeitai shousetsu – Cell phone novel – Роман на мобилном телефону је оригиналан феномен јединствен за Јапан али који се брзо проширио на друге државе, као што су Кина, Индија, Италија, Швајцарска, Финска, Јужна Африка, Америка и Бразил. Због популарности мобилног телефона у Јапану, романи са мобилних телефона су били јефтин начин за писце аматере да свету представе своја дела или путем текстуалне поруке или е-маила, што би се касније развило у претплату на њихову интернет страницу. Роман „Deep Love” („Дубока љубав“) је био први роман ове врсте, написао Јоши (Yoshi) 2002. године, који је касније адаптиран у серију манги, телевизијску серију и филм. Дело је написано у кратким епизодама због знаковног ограничења мобилних порука, што је било идеално за раднике путнике за читање док чекају на станицама. Често би оваква дела на крају била објављена као књиге, нпр. 2007. године у Јапану 10 најпродаванијих књига је потекло од романа са мобилних телефона. Узимајући у обзир да њих најчешће пишу тинејџери и млађи одрасли, тематски се већином баве међуљудским односима, конзумирањем дроге, трудноћом, силовањем и проституцијом. Познато је да је старијим одраслима теже да се укључе у овај тренд због наизглед насилних тема, употребе емоџија ради изражавања емоција и уштеде броја знакова, као и због одсутности разноликог и подужег вокабулара.

#### Интернет кафеи
Популарност интернет кафеа у Јапану је у све већем порасту, не само као место за провод времена него као и место за становање. Ови кафеи имају у понуди мале приватне собе величине кабине са приступом интернету, а неки од њих имају у понуди и друге услуге као што је неограничено пиће, док неки имају и двоструки сервис као што су манга кафеи, додатак туш кабина, као и дозвола за адресу за оне који одлуче ту да станују. Интернет кафеи су постали нешто као уточиште за све узрасте који би у супротном били бескућници. Многи не могу себи да приуште да изнајме станове због депозита, рачуна, куповине неопходне опреме и комуналија. 2018. јапанска влада је спровела истраживање над 502 интернет и манга кафеа у Токиу и процењује се да око 15 000 људи борави у овим кафеима у току седмице од чега су око 4 000 бескућници или гости који користе кафе уместо хотела. Трећина гостију твди да има нередован посао. У односу на године, већина гостију је у својим 30-им а мањи број, али још увек значајан, је у својим 50-им. 2008. године Министарство здравља, рада и социјалне помоћи је предложило буџет за програм помоћи избеглицама из интернет кафеа да добију стална запослења тако што су понудили зајамски програм за животне трошкове док год похађају часове за посао из професије.

### Маскоте
Концепт kawaii је растући тренд у Јапану за многа тржишта, од малих школских па све до великих предузећа. Употреба детињастих ликова као маскота који представљају једну одређену групу имају за циљ да створи утисак приступачности и хуманости, у супротности са хладном и застрашујућом представом великих компанија. За пример можемо узети Градску полицијску управу Токија која за маскоту има Pipo-kun, наранџасто створење налик слону са зечијим ушима, које су ту да би боље слушао народ, са антеном да буде увек у току са свиме што се дешава. Употреба kawaii концепта у јавним институцијама је била веома важан фактор а наставиће да буде и на даље у циљу да се изгради што позитивнија слика о некоме и нечему.

Један тип маскота који је посебно познат по свом kawaii ефекту су ликови познати под именом yurukiyara, тј. маскоте које представљају своје родне префектуре. Сваке године Јапан слави новог победника, али један од најпознатијих је Kumamon - The Mon Bear из Кумамото префектуре. Који је постигао зараду преко 2,5 милијарди јена од продаје производа у радњама широм земље.

### Идоли
Јапанска популарна култура је под великим утицајем идеализованих славних особа које се појављују у свим облицима масовних медија Јапана. Они су више познати под именом „Идоли“. Идоли су у највећем броју девојчице између 13 и 20 година истакнуте због своје „слаткоће“ и „невиности“, које оличавају идентитет јапанске поп културе. Примарно се сматрају певачима, али су обучени у скоро свим облицима медијске забаве. Оне морају одржавати перфектну јавну слику себе и увек се трудити да буду примеран узор младим генерацијама.
Идоли стреме да играју широк спектар улога као медијске личности (tarento) ту спадају: поп и џеј-поп певач, водитељ разних програма, споредне улоге, модели за магазине и рекламе. Појавио се и нови алтернативни тип идола, у које спадају све популарнији нет идоли (net idol), чији главни медиј је интернет. Многе групе нет идола прво креирају стабилну онлајн публику пре него што своју каријеру окрену ка професионалној музичкој индустрији.
Интеракција између идола и њихових многобројних фанова се протеже од уживо видео преноса, концерата и такозваних „догађаја руковања“. Због њихове промоције као идола, ове славне особе привлаче фанове из различитих демографских група Јапана. Група идола Momoiro Clover Z је проглашена за најуспешнију женску идол групу у периоду од 2013. до 2017. Током 2016. године око 636 хиљада људи је присуствовало њиховим концертима, што је био највећи рекорд у Јапану за све женске музичаре до тада.
Емоционалну привлачност слаткоће, укључујући и слаткоћу идола, је могуће видети у читавом свету. Kawaii култура је отворено видљива у читавом јапанском друштву, како у чисто спољашњем смислу, у мангама и моди, тако и у унутрашњем смислу, у односу идола и њихових фанова.

### Манга
Манга - јапанска реч која означава стрипове и карикатуре, изван Јапана углавном дефинише само стрипове из Јапана, које карактерише препознатљив стил и читање с десна на лево. Буквално преведена реч манга значи „ћудљиви цртежи“. Манге по западњачкој дефиницији су само стрипови, али оне представљају и делове јапанске културе и историје. Манга има дугу историју, њене почетке можемо пронаћи чак и у 10. веку, свици из тог периода приказују животиње као чланове више класе, како се понашају налик људима у сличним ситуацијама. Ти свици су после постали познати као „Chōjū giga“(„Свици са животињама“). Свици који су пронађени касније у 12. веку приказују религијске сцене као што су „Gaki Zoshi” („Свици гладних духова“) и „Jigoku zoshi” („Свици пакла“). Иако су се обадва бавила различитим аспектима религије били су поучног стила, за разлику од „Свитака са животињама“ који су више имали комични стил.
Манге су културно значајније од западњачких стрипова, и ако на први поглед испуњавају исту улогу. Првобитно манге су штампане у новинама па је за време Другог светског рата због рационирања новина дошло до великог пада у популарности манги. У послератним 1950-им годинама, манге су доживеле препород у форми „представа од сликовних картица“, које су представљале стил приповедања допуњеног илустрацијама. Препороду су допринеле и такозване „манге за изнајмљивање“, које су читаоци могли да изнајме на одређено време.

### Аниме
Аниме - јапанска реч за све врсте филмова и телевизијских серија које користе анимацију за језик изражавања, а карактерише их препознатљив стил налик оном у мангама. Изван Јапана углавном се користи да дефинише само анимацију из Јапана. За разлику од западњачких цртаних серија, аниме је карактеристичан по детаљима у дизајну ликова, великом броју израза лица, опширном развоју карактера ликова, широм циљаном публиком и ретком употребом животиња које причају. Овакав план кактеристика се користи да се створи дубља веза између гледалаца и ликова. У највећем броју случаја аниме је базиран на већ постојећој манги.
Свет анимираних филмова у јапанској популарној култури је растући тренд још од 1920-их. Под утицајем Волт Дизнија (Walt Disney) и његових анимираних ликова, Осаму Тезука (Osamu Tezuka) (1925-1989) познат и као „manga no kamisama” („Бог стрипова“) је започео своју четрдесетогодишњу еволуцију анимације или боље речено анимеа, који ће исто променити и садржаје јапанских манги. Креирањем свог првог анимираног лика Astro Boy, који није личио ни једног до тада познатог анимираног лика, дечак робот са ракетама за ноге, великих очију, Тезука је брзо освојио срца јапанске публике.
Успех „Покемон“ франшизе се приписује Нисиму Отмазгину (Nissim Otmazgin) и социологисткињи Ане Алисон (Anne Alison), који су веома допринели популаризовању анимеа у Америци. Сматра се да су у тржишту анимеа кључну улогу имали и сами фанови који су деловали као агенти културе. Брза популаризација анимеа дугује и ефектима глобализације, великим модификацијама које су урађене да би аниме одговарао локалној публици, као и чињеница да је аниме кључан фактор ширег скупа јапанске популарне културе и његовог ефекта меке моћи. Отмазгин наводи као разлог успеха анимеа у Америци софистицирани графички квалитет саме анимације, широк спектар различитих тема и склоност ка одбацивању устаљеног Дизнијевог happy end-а, чак и онда када је продукција анимеа потпуно урађена у Америци. Он даље наводи да је аниме постао оруђе којим је Јапан проширио популарност своје поп културе и дао америчким медијима примесу нечег новог, јединственог и интересантног.
Како је аниме све више растао у броју различитих жанрова, тема и у броју различитих узраста у публици, индустрија је постала преовладавајућа у друштву. Многи продуценти су у неком тренутку креирали аниме који је инспирисан јапанским животним стилом и који ће рефлектовати јапанску културу. У модерном Јапану аниме је толико популаран да многи имају производе и у другим медијима као што су фигурине и видео игре.

### Видео игре
Индустрија видео игара у Јапану је једна од најзначајнијих у свету. Развој видео игара у Јапану је дефинисан као „златно доба за видео игре“ са компанијама као што су Нинтендо (Nintendo) по управом Шигеруа Мијамотоа (Shigeru Miyamoto) и Хирошијем Јамаучијем (Hiroshi Yamauchi), Сега (Sega), Сони (Sony), Taito, Namco, Capcom, Square Enix, Конами (Konami), NEC, SNK i још многе друге. 

### Музика
Музика Јапана обухвата широк спектар различитих стилова, како традиционалне тако и модерне. Реч која у јапанском језику означава музику је ongaku (音楽), настала комбинацијом канџија за on (音) – звук и канџија gaku (楽) – уживање. Јапан је један од физички највећих тржишта музике, које је у 2014. години вредело 2 милијарде америчких долара у продаји физичког формата. У исто време је друго по реду целокупно тржиште музике са тоталном малопродајном вредности од 2,6 милијарди долара, исто по истраживању из 2014. Доминирају домаћи јапански аутори, са њих 37 у 50 најпродаванијих албума и 49 у 50 најпродаванијих синглова. Локална музика се најчешће појављује у караоке клубовима, који отупљују песме од званичних носиоца ауторских права.

#### Традиционална јапанска музика
Традиционална јапанска музика се приметно разликује од западњачке, и највише се базира на интервалима певачевог начина дисања уместо на математичком тајмингу. Имају два облика јапанске традиционалне музике која су званично призната за најстарије. То су shōmyō још познато и као будистичко певање и gagaku или оркестрална дворска музика, обадве врсте датирају још од Нара и Хеиан периода. Постојала су још и honkyoku – оригинална дела, која датирају из 13. века.

#### Народна јапанска музика
Јапанске народне песме или min'yō могу бити груписане или класификоване на много начина али најзгодније је поделити их у четири главне категорије: радне песме, религиозне песме (као што су kagura - тип шинтоистичке музике), песме које се чују на окупљањима као што су венчања, сахране и фестивали (матсури и обон фестивали) и дечије песме (warabe uta).

#### Популарна музика
Јапанска популарна музика настаје под утицајем западњачке музике. Западњачка музика сe први пут у Јапану устаљује током Меиђи периода. Током касног 19. века док је Јапан још био на путу да постане демократска република, политичке вође су ангажовале певаче да их промовишу и преносе њихове поруке народу, јер је њима било забрањено да говоре јавно. У том периоду били су веома популарни војни маршеви, а касније западна класична музика и џез.
Данас имамо огроман број типова јапанске популарне музике, неки инспирацију директно вуку из западних жанрова а неки су јединствени за јапанску музичку сцену. То су: џеј-поп (Ј-pop), идол музика, рок, панк рок, алтернативни рок, хеви метал, екстремни метал, хип хоп, изворна музика (музика инспирисана традиционалном музиком), електро поп, клупска музика, латино, reggae, ска, noise музика, тематска музика (музика за аниме, филмове и серије), музика за видео игре.

##### Џеј-поп
Израз „џеј-поп" је скраћеница од „јапанска поп музика“. То је лабаво дефинисан музички жанр који је ушао у музички мејнстрим Јапана током 1990-их. Модерни џеј-поп потиче из попа 60-их година и рок музике. Тада су по узору на бендове као што су Битлси (The Beatles) настали јапански бендови као што су Happy End, који спајају рок музику са јапанском музиком. Џеј-поп је касније на ново дефинисан појавом новог таласа бендова као што су Yellow Magic Orchestra и Southern All Stars крајем 1970-их. Напослетку израз џеј-поп је заменио израз  kayōkyoku - „лирска певачка музика“, који се користио за јапанску поп музику од 1920-их до 1980-их. Овај израз је био уведен у јапанске медије да би разликовао јапанску музику од стране музике.

### Мода
Јапан је почео да имитира западњачку моду средином 19. века. Почетком 21. века та имитација је формирала уличну моду Јапана. То је модни стил у којем носоци прилагођавају одећу додавајући мешавине тренутних и традиционалних трендова. Таква одећа се најчешће израђује приватно код куће од купљених материјала. Иако су се стилови мењали током године, улична мода је још увек актуелна у Јапану. И младе и одрасле још увек можемо затећи како носе одећу различитих супкултура у великим модним дистриктима као што су Хараџуку, Гинза, Одаиба, Шинџуку и Шибуја.
Поред званичне модне индустрије и брендова има веома много уличних стилова одевања. Неки од њих су екстремни и авангардни налик високој моди (haute couture) коју можемо видети на европским модним пистама: 
- Лолита (Lolita)
- Вижуал кеј (Visual kei)
- Гиару (Gyaru)
- Гангуро (Ganguro)
- Когал (Kogal)
- Босозоку (Bōsōzoku)
- Декора (Decora)
- Курои нији (Kuroi niji)
- Кимоно стил (Kimono syle)

#### Лолита
Лолита мода је постала једна од највећих и најпрепознатљивијих уличних модних стилова  у Јапану. Као носиоц kawaii покрета, освојила је пратиоце широм света. Настала је под јаким утицајем викторијанске и едвардијанске моде за децу и стилова из рококо периода.
Карактеришу је сукње и хаљине облика звона или слова „А“ дужине до колена са много волумена, који је могуће постићи или великим бројем подсукња или кринолином. Уз сукњу иду блузе викторијанског стила, доколенице или хулахопке, ципеле високих потпетица али могу и потпуно равне увек украшене машнама. Овај стил као и доста других водећих стилова у Јапану није настао од инспирације из традиционалне уметности Јапана него по Алиси из књиге „Алиса у земљи чуда“, аутора Луиса Керола (Lewis Carroll). Књига је у Јапану први пут преведена 1910. године као “Ai-chan No Yume Monogatari” („Фантастичне приче о Аи“) а касније је њена популарност толико порасла да је основан и посебан часопис по њој, „Alice Deco“, у којем и сам лолита стил дебитује. Алиса је била идеална слика и прилика шођо (Shojo/shoujo) идеала, вечна невиност и млада лепота.
У своје границе укључује различите теме, тако добијамо и различите подстилове: 
- Класична лолита (Classic Lolita)
- Готик лолита (Gothic Lolita)
- Слатка лолита (Sweet Lolita)
- Пунк лолита (Punk Lolita)
- Кодона (Kodona) или дечачки стил

#### Вижуал кеј
Вижуал кеј познат и под именом „вижуал стил“ („visual style“) је истакнути модни покрет међу јапанским музичарима. У њега спадају бендови андрогеног изгледа који свирају широк репертоар музичких жанрова од хеви метала до електронике. Налик косплеју уметници вижуал кеј стила често раде кросдресинг и имају веома декоративне костиме, јаку шминку и необичне фризуре. Нема много бендова са женским члановима, иако су већина њихове публике младе девојке. Стил је настао средином 1980-их и његови највећи представници су чланови бендова X Japan, Luna Sea, Versailles, The Gazette, Mejibray, Royz, L’Arc en Ciel, An Café, Malice Mizer и Diaura.
Налик лолита стилу и вижуал кеј стил има много подстилова, зависно од тематске инспирације, тако имамо: 
- Oshare key
- Angura key
- Cult party key
- Fairy kei
- Mori kei

#### Модна индустрија и популарни брендови
Иако је јапанска улична мода комбинација свих познатих стилова не можемо рећи да постоји један одређени бренд званичне модне индустрије који би трајно привукао пажњу свих ових модних група. Тако се модни креатори стално налазе пред изазовом да задовоље висока очекивања модно освешћене популације. За камен темељац јапанске моде се сматрају три модне куће Исеј Мијаке (Issey Miyake), Јоџи Јамамото (Yohji Yamamoto) и Comme des Garçons. Током раних 1980-их су ове три куће биле нарочито признате и препознате по интезивној употреби монохроматских боја и најактуелнијих дизајна.
1950-их било је само пар брендова који су се посветили и снабдевањем уличне моде, као што је  Онитсука Тајгер (Onitsuka Tiger), данас више познат под именом ASICS, тако да је тек почетком 1990-их индустрија брендова уличне моде процветала. Међу најпопуларнијим јапанским брендовима су: A Bathing Ape, Comme des Garçons, Kenzo, Evisu, Head Porter, OriginalFake, Uniqlo, Neighborhood Technical Apparel, Visvim, WTAPs, Undercover, mastermind Japan, SOPHNET., uniform experiment, Number (N)ine и Hysteric Glamour. Брендови уличне моде редовно уговарају сарадње са познатим уметницима и дизајнерима и користе стратегију „limited edition“. Ту су такође и брендови који циљају само специфичну модну групу, нпр. Angelic Pretty је за лолита стил а Sex Pot Revenge за панк стил.